# 너의 모든 것
《너의 모든 것》(영어: You)은 미국의 드라마이다.